# Шелково (Псковська область)
Шелково (рос. Шелково) — присілок в Великолуцькому районі Псковської області Російської Федерації.
Населення становить 1128 осіб. Входить до складу муніципального утворення Шелковська волость.

## Історія
Від 2014 року входить до складу муніципального утворення Шелковська волость.

## Населення
| 2001 | 2002  | 2010  | 2021  |
| ---- | ----- | ----- | ----- |
| 1262 | ↘1127 | ↗1184 | ↘1128 |